# 8824 Genta
8824 Genta là một tiểu hành tinh vành đai chính với chu kỳ quỹ đạo là 1714.2477559 ngày (4.69 năm).
Nó được phát hiện ngày 18 tháng 1 năm 1988.